# Gabriel Mendy
Gabriel Mendy (Lamin, 9 aprile 1967) è un vescovo cattolico gambiano, dal 30 novembre 2017 vescovo di Banjul.

## Biografia
Gabriel Mendy è nato il 9 aprile 1967 a Lamin, divisione della West Coast e diocesi di Banjul, sulla costa della Repubblica del Gambia; ha quattro fratelli e due sorelle che vivono tutti nella capitale Banjul.

### Formazione e ministero sacerdotale
Dopo aver compiuto gli studi primari, ha frequentato la St. Peter's Tecnical and Senior Secondary School nella città nativa ed ha ottenuto il diploma nel 1985. Sentendo maturare la vocazione al sacerdozio, diciottenne, ha deciso di entrare nella Congregazione dello Spirito Santo ed ha svolto il noviziato fino al 1987, anno in cui si è trasferito a Nsukka, in Nigeria, dove ha studiato filosofia per tre anni. Dal 1990 al 1991 ha poi svolto un'esperienza pastorale nella parrocchia Holy Trinity a Kenema in Sierra Leone.
Nel 1992 si è trasferito a Pittsburgh, negli Stati Uniti d'America, dove si è iscritto alla Duquesne University ed ha conseguito il baccellierato in filosofia, prestando contemporaneamente servizio al St. Peter's Seminary and St. Theresa's Secondary School. Nel 1993 è tornato in Nigeria, proseguendo il percorso formativo in teologia alla Spiritan International School of Theology di Enugu fino al 1997. Intanto il 31 agosto 1996 ha emesso la professione solenne per gli spiritani ed ha ricevuto l'ordinazione sacerdotale il 15 novembre 1997 per imposizione delle mani di Michael Joseph Cleary, C.S.Sp., vescovo di Banjul.
Poco dopo l'ordinazione ha iniziato il ministero pastorale presentando servizio nelle parrocchie di St. Peter e St. Theresa per un anno, divenendo poi collaboratore nella parrocchia St. Martin of Porres a Freetown, capitale della Sierra Leone, dal 1997 al 1998. Nel 1999 è divenuto insegnante nel pre-seminario maggiore di St. Kizito e parroco nella parrocchia della Holy Trinity a Kenema, dove aveva già svolto la prima esperienza, venendo trasferito all'ufficio di parroco nella parrocchia Holy Mary a Pendembu, in Sierra Leone, nel 2002.
Nel 2004 è tornato negli Stati Uniti per continuare gli studi in teologia sistematica, nuovamente alla Duquesne University di Pittsburgh, conseguendo il dottorato di ricerca dopo cinque anni; nel 2009 si è spostato a New York, dove ha ricoperto l'incarico di  vicario parrocchiale nella parrocchia Our Lady Star of the Sea per un anno; dal 2006 al 2016 è stato collaboratore estivo della stessa parrocchia, dove esortava spesso i parrocchiani a partecipare all'adorazione eucaristica tenuta nella cappella. Al suo rientro in Nigeria, nel 2010 è divenuto docente di ecclesiologia, teologia fondamentale, teologia del culto, liturgia e catechesi presso la Spiritan International School of Theology, dove era già stato studente, e dal 2011 è stato anche vicerettore del medesimo istituto, svolgendo tali ruoli fino alla promozione all'episcopato.

### Ministero episcopale
Il 30 novembre 2017 papa Francesco lo ha nominato, cinquantenne, vescovo di Banjul; è succeduto al settantacinquenne Robert Patrick Ellison, C.S.Sp., dimissionario per raggiunti limiti d'età dopo undici anni di governo pastorale. Tale nomina lo ha reso il primo gambiano a ricoprire questo ufficio, essendo tutti i suoi predecessori missionari irlandesi, ed in generale il primo della sua nazionalità ad essere elevato all'episcopato. Dal settembre precedente si trovava nel distretto di Staten Island a New York per un anno sabbatico presso la parrocchia St. Christopher e nel mese di dicembre ha incontrato il cardinale Timothy Dolan, arcivescovo metropolita di New York, presso la residenza di quest'ultimo a Manhattan, dove il porporato gli ha donato una mitria ed un abito talare, nonché un anello e un bastone pastorale in preparazione della sua consacrazione e dell'intronizzazione.
Ha ricevuto la consacrazione episcopale il 3 febbraio 2018, all'Independence Stadium di Bakau, per imposizione delle mani di Edward Tamba Charles, arcivescovo metropolita di Freetown, assistito dai co-consacranti monsignori Ellison, suo predecessore, e John Bonaventure Kwofie, C.S.Sp., vescovo di Sekondi-Takoradi. Ha preso possesso della diocesi durante una cerimonia svoltasi nella cattedrale di Nostra Signora dell'Assunzione a Banjul il giorno successivo, 4 febbraio. Come suo motto episcopale ha scelto Spiritus Sanctus vobis omnia docebit, che tradotto vuol dire "Lo Spirito Santo vi insegnerà ogni cosa" (Gv 14, 16-17).
Monsignor Mendy è membro del Consiglio di amministrazione della fondazione Giovanni Paolo II per il Sahel, fondata nel 1984, partecipando alle riunioni svoltasi dal 19 al 23 febbraio 2018 e dal 18 al 22 febbraio 2019, entrambe svoltasi a Dakar, capitale del Senegal. L'11 giugno 2018 si è recato in Vaticano per la visita ad limina apostolorum, allo scopo di discutere con il pontefice della situazione e dei problemi relativi alla sua diocesi.

## Genealogia episcopale
La genealogia episcopale è:
- Cardinale Scipione Rebiba
- Cardinale Giulio Antonio Santori
- Cardinale Girolamo Bernerio, O.P.
- Arcivescovo Galeazzo Sanvitale
- Cardinale Ludovico Ludovisi
- Cardinale Luigi Caetani
- Cardinale Ulderico Carpegna
- Cardinale Paluzzo Paluzzi Altieri degli Albertoni
- Papa Benedetto XIII
- Papa Benedetto XIV
- Papa Clemente XIII
- Cardinale Marcantonio Colonna
- Cardinale Giacinto Sigismondo Gerdil, B.
- Cardinale Giulio Maria della Somaglia
- Cardinale Carlo Odescalchi, S.I.
- Cardinale Costantino Patrizi Naro
- Cardinale Lucido Maria Parocchi
- Papa Pio X
- Papa Benedetto XV
- Papa Pio XII
- Cardinale Eugène Tisserant
- Papa Paolo VI
- Cardinale Agostino Casaroli
- Cardinale Ivan Dias
- Arcivescovo George Antonysamy
- Arcivescovo Edward Tamba Charles
- Vescovo Gabriel Mendy, C.S.Sp.